# Dalswinton
Dalswinton est un village situé à environ dix kilomètres au nord-ouest de Dumfries, dans la région de Dumfries and Galloway, en Écosse. Il est essentiellement connu pour avoir été le lieu de résidence du banquier et inventeur naval Patrick Miller of Dalswinton (en) ainsi que pour le château des Comyn qui s’y trouve.